# Образовательные организации в России
Организация, осуществляющая образовательную деятельность — образовательные организации, а также организации, осуществляющие обучение, и индивидуальные предприниматели, осуществляющие образовательную деятельность, то есть организации, реализующие одну или несколько образовательных программ и (или) обеспечивающее содержание и воспитание обучающихся, воспитанников.
Образовательная организация — некоммерческая организация, осуществляющая на основании лицензии образовательную деятельность в качестве основного вида деятельности в соответствии с целями, ради достижения которых такая организация создана.
Организация, осуществляющая обучение — юридическое лицо, осуществляющее на основании лицензии наряду с основной деятельностью образовательную деятельность в качестве дополнительного вида деятельности.

## Классификация организаций, осуществляющих образовательную деятельность, как юридических лиц
В соответствии с законодательством РФ образовательную деятельность осуществляют юридические лица и индивидуальные предприниматели.
Образовательные организации могут создаваться не только в форме учреждения, как было до принятия Федерального закона «Об образовании в Российской Федерации», но и в любой другой форме, установленной законодательством для некоммерческих организаций.
Образовательные организации могут быть:
- государственными (созданными Российской Федерацией и субъектами федерации):
  - федеральное государственное образовательное учреждение (ФГОУ), созданное Российской Федерацией или федеральным органом власти
  - государственное образовательное учреждение (ГОУ), созданное субъектом федерации
- муниципальными (муниципальные образовательные организации),
- частными (негосударственными, созданными общественными и религиозными организациями, коммерческими организациями, частными лицами).

Образовательные организации, созданные Российской Федерацией, субъектом федерации, муниципальными образованиями в форме учреждения (государственные и муниципальные учреждения), в соответствии с Федеральным законом от 8 мая 2010 года № 83-ФЗ могут быть казёнными, бюджетными, автономными. Эти типы государственных и муниципальных учреждений определены в связи с переходом от сметного финансирования к обеспечению государственных (муниципальных) учреждений финансами лишь для выполнения государственного (муниципального) задания на оказание услуг (выполнение работ) в виде бюджетных субсидий. Различия в типах государственных и муниципальных учреждений заключаются в степени финансовой самостоятельности учреждения — доходы от приносящей доход деятельности полностью получает автономное учреждение, а казённое учреждение передает доходы от платных услуг и работ в бюджет своего учредителя.
Действие законодательства Российской Федерации в области образования распространяется на все образовательные учреждения на территории Российской Федерации независимо от их организационно-правовых форм и подчиненности.

## Типы современных организаций, осуществляющих образовательную деятельность в России
Образовательную деятельность согласно Федеральному закону от 29 декабря 2012 года № 273-ФЗ «Об образовании в Российской Федерации» могут осуществлять:
- некоммерческие образовательные организации, осуществляющие образовательную деятельность как основной вид деятельности (образовательные организации);
- иные организации, осуществляющие обучение как дополнительный к основному виду деятельности (организации, осуществляющие обучение);
- индивидуальные предприниматели как лично, так и с привлечением педагогических работников.

### Образовательные организации
Образовательные организации в соответствии с образовательными программами, реализация которых является основной целью их деятельности, подразделяются на типы (см. таблицу ниже). Образовательные организации также вправе осуществлять образовательную деятельность по образовательным программам, реализация которых не является основной целью их деятельности. В новом законе об образовании нет деления образовательных организаций на конкретные виды, но в наименовании образовательной организации должно содержаться указание на её организационно-правовую форму и тип. В наименовании образовательной организации также могут использоваться наименования, указывающие:
- на особенности осуществляемой образовательной деятельности (уровень и направленность образовательных программ, интеграция различных видов образовательных программ, содержание образовательной программы, специальные условия их реализации и (или) особые образовательные потребности обучающихся),
- дополнительно осуществляемые функции, связанные с предоставлением образования (содержание, лечение, реабилитация, коррекция, психолого-педагогическая поддержка, интернат, научно-исследовательская, технологическая деятельность и иные функции).

| Тип образовательной организации                           | Основная образовательная деятельность                                                             | Дополнительная (возможная для осуществления) образовательная деятельность | Возможные виды образовательных организаций |
| --------------------------------------------------------- | ------------------------------------------------------------------------------------------------- | --- | --- |
| Дошкольная образовательная организация                    | образовательные программы дошкольного образования, а также присмотр и уход за детьми              | дополнительные общеразвивающие программы | ясли, детский сад |
| Общеобразовательная организация                           | образовательные программы начального общего, основного общего и (или) среднего общего образования | образовательные программы дошкольного образования, дополнительные общеобразовательные программы, программы профессионального обучения                                                                                                   | начальная школа — детский сад, прогимназия, школа, гимназия, национальная гимназия, лицей, учебно-воспитательный комплекс, школа с углубленным изучением предметов, профильная школа, кадетская школа, кадетский корпус, школа-интернат |
| Профессиональная образовательная организация              | образовательные программы среднего профессионального образования                                  | основные общеобразовательные программы, программы профессионального обучения, дополнительные общеобразовательные программы, дополнительные профессиональные программы                                                                   | профессиональное училище, профессиональный лицей, колледж, техникум |
| Образовательные организации высшего образования           | образовательные программы высшего образования, а также научная деятельность                       | основные общеобразовательные программы, образовательные программы среднего профессионального образования, программы профессионального обучения, дополнительные общеобразовательные программы, дополнительные профессиональные программы | институт, академия, университет |
| Организация дополнительного образования                   | дополнительные общеобразовательные программы                                                      | образовательные программы дошкольного образования, программы профессионального обучения | учреждения дополнительного образования детей: дворцы детского (юношеского) творчества, станции юного натуралиста, станции юного туриста, детская школа искусств; учреждения дополнительного образования взрослых                        |
| Организация дополнительного профессионального образования | дополнительные профессиональные программы                                                         | программы подготовки научно-педагогических кадров, программы ординатуры, дополнительные общеобразовательные программы, программы профессионального обучения                                                                             | институт повышения квалификации |

Таблица подготовлена на основании статьи 23 Федерального закона от 29 декабря 2012 года № 273-ФЗ «Об образовании в Российской Федерации»
Образовательные организации могут создаваться не только в форме учреждения, как было до принятия Федерального закона «Об образовании в Российской Федерации», а в любой форме, установленной законодательством для некоммерческих организаций.
До вступления в силу указанного федерального закона в Российской Федерации к образовательным относились:
- дошкольные;
- общеобразовательные (начального общего, основного общего, среднего (полного) общего образования);
- учреждения начального профессионального, среднего профессионального (см. Профессиональное образование), высшего профессионального и послевузовского профессионального образования;
- учреждения дополнительного образования взрослых;
- специальные (коррекционные) для обучающихся, воспитанников с отклонениями в развитии;
- учреждения для детей-сирот и детей, оставшихся без попечения родителей (законных представителей);
- учреждения дополнительного образования детей;
- другие учреждения, осуществляющие образовательный процесс.

### Организации, осуществляющие обучение
Организациями, осуществляющими обучение, могут быть научные организации, организации для детей-сирот и детей, оставшихся без попечения родителей, организации, осуществляющие лечение, оздоровление и (или) отдых, организации, осуществляющие социальное обслуживание, и иные юридические лица.
| Организация, осуществляющая обучение                                                                                | Дополнительная (возможная для осуществления) образовательная деятельность |
| --- | --- |
| Научная организация                                                                                                 | образовательные программы магистратуры, программы подготовки научно-педагогических кадров, программы ординатуры, программы профессионального обучения и дополнительные профессиональные программы |
| Организация, осуществляющая лечение, оздоровление и (или) отдых Организация, осуществляющая социальное обслуживание | основные и дополнительные общеобразовательные программы, основные программы профессионального обучения                                                                                            |
| Загранучреждение Министерства иностранных дел Российской Федерации                                                  | основные и дополнительные общеобразовательные программы (с учетом ряда особенностей) |
| Иное юридическое лицо                                                                                               | образовательные программы профессионального обучения, образовательные программы дошкольного образования, дополнительные образовательные программы                                                 |

Для осуществления образовательной деятельности организацией, осуществляющей обучение, в её структуре создается специализированное структурное образовательное подразделение. Деятельность такого подразделения регулируется положением, разрабатываемым и утверждаемым организацией, осуществляющей обучение.

### Индивидуальные предприниматели, осуществляющие образовательную деятельность
Индивидуальные предприниматели осуществляют образовательную деятельность по основным и дополнительным общеобразовательным программам, программам профессионального обучения.

## Статус образовательного учреждения
Деятельность государственных и муниципальных образовательных учреждений регулируется типовыми положениями об образовательных учреждениях соответствующих типов и видов, утверждаемыми Правительством Российской Федерации, и разрабатываемыми на их основе уставами этих образовательных учреждений.
Для негосударственных образовательных учреждений типовые положения об образовательных учреждениях выполняют функции примерных.
Государственный статус образовательного учреждения (тип, вид и категория образовательного учреждения, определяемые в соответствии с уровнем и направленностью реализуемых им образовательных программ) устанавливается при его государственной аккредитации.
Филиалы, отделения, структурные подразделения образовательного учреждения могут по его доверенности осуществлять полностью или частично правомочия юридического лица.
Образовательные учреждения вправе образовывать образовательные объединения (ассоциации и союзы), в том числе с участием учреждений, предприятий и общественных организаций (объединений). Указанные образовательные объединения создаются в целях развития и совершенствования образования и действуют в соответствии со своими уставами. Порядок регистрации и деятельности указанных образовательных объединений регулируется законом.
Права и обязанности образовательных учреждений, предусмотренные законодательством Российской Федерации, распространяются и на общественные организации (объединения), основной уставной целью которых является образовательная деятельность, только в части реализации ими образовательных программ.